# Kaimganj
Kaimganj är en ort i Indien.   Den ligger i distriktet Farrukhābād och delstaten Uttar Pradesh, i den norra delen av landet, 240 km sydost om huvudstaden New Delhi. Kaimganj ligger 161 meter över havet och antalet invånare är 32 858.
Terrängen runt Kaimganj är mycket platt. Runt Kaimganj är det tätbefolkat, med 636 invånare per kvadratkilometer. Kaimganj är det största samhället i trakten. Trakten runt Kaimganj består till största delen av jordbruksmark.